# Tecomella undulata
Tecomella undulata là một loài thực vật có hoa trong họ Chùm ớt. Loài này được (Sm.) Seem. miêu tả khoa học đầu tiên năm 1862.